# The Fabulous Johnny Cash
The Fabulous Johnny Cash es el tercer álbum del cantante country Johnny Cash lanzado en el año 1959 bajo el sello de Columbia Records un poco después de que Johnny dejara el sello Sun Records , este álbum fue reeditado en el 2002 bajo el sello de Sony Music Legacy, con 6 canciones más.

## Canciones
1. Run Softly, Blue River - 2:21
2. Frankie's Man Johnny - 2:16
3. That's All Over - 1:53
4. The Troubador - 2:16
5. One More Ride - 2:00
6. That's Enough - 2:41
7. I Still Miss Someone - 2:34
8. Don't Take Your Guns To Town - 3:02
9. I'd Rather Die Young - 2:30
10. Pickin' Time - 2:00
11. Shepherd Of My Heart - 2:12
12. Supper-Time - 2:52

## Extras
1. Oh, What A Dream
2. Mama's Baby
3. Fool's Hall Of Fame
4. I'll Remember You
5. Cold Shoulder
6. Walkin' The Blues